# Али Новак
Али Новак (на английски: Ali Novak) е американска писателка на произведения в жанра юношески любовен роман и чиклит.

## Биография и творчество
Али Новак е родена на 27 май 1991 г. в Брукфийлд, Уисконсин, САЩ. Има по-малки брат и сестра – Джаки и Пейтън. Запалена читателка, тя започна да пише на 15-годишна възраст първия си роман „Моят живот с момчетата Уолтър“, който по-късно през 2011 г. е завършен и публикуван онлайн в „Wattpad“ където има над 150 милиона прочитания. Публикуван е през 2014 г. Завършва програмата за творческо писане на Университета на Уисконсин в Медисън.
През 2015 г. е издаден романа ѝ „Сърца за разбиване“ от поредицата „Хрониките на Хартбрейкърс“.
Али Новак живее със семейството си в Милуоки.

## Произведения

### Самостоятелни романи
- My Life with the Walter Boys (2014)

### Серия „Хрониките на Хартбрейкърс“ (Heartbreaker Chronicles)
1. The Heartbreakers (2015)
Сърца за разбиване, изд.: ИК „Ибис“, София (2016), прев. Боряна Даракчиева
2. Paper Hearts (2017)
Хартиени сърца, изд.: ИК „Ибис“, София (2018), прев. Боряна Даракчиева
3. Heartstrings (2019)